# The Crying Light
The Crying Light is het derde studioalbum van de Amerikaanse band Antony and the Johnsons. Het album werd uitgebracht op 19 januari 2009, na de uitgave van een ep, genaamd Another World, op 7 oktober 2008.
Op de albumhoes staat de Japanse danser Kazuo Ohno afgebeeld. De foto dateert van 1977.
Het album bereikte de eerste positie in de Billboard European Top 100.
Antony beschreef het thema van het album als volgt: "about landscape and the future".

## Tracklist
Alle muziek en teksten zijn geschreven door ANOHNI, tenzij anders aangegeven. 
| 1.                 | Here Eyes Are Underneath the Ground (Hegarty/Hegarty) | 4:24 |
| 2.                 | Epilepsy is Dancing                                   | 2:42 |
| 3.                 | One Dove (Antony/Reynolds)                            | 5:34 |
| 4.                 | Kiss My Name                                          | 2:48 |
| 5.                 | The Crying Light                                      | 3:18 |
| 6.                 | Another World                                         | 4:00 |
| 7.                 | Daylight and the Sun                                  | 6:21 |
| 8.                 | Aeon                                                  | 4:35 |
| 9.                 | Dust and Water                                        | 2:50 |
| 10.                | Everglade                                             | 2:58 |
| Totale duur: 39:24 |                                                       |      |

| Nr. | Titel           | Duur |
| --- | --------------- | ---- |
| 11. | My Lord My Love | 3:17 |

## Hitnotering
| "The Crying Light" in de Nederlandse Album Top 100 - binnen: 24-01-2009 | "The Crying Light" in de Nederlandse Album Top 100 - binnen: 24-01-2009 | "The Crying Light" in de Nederlandse Album Top 100 - binnen: 24-01-2009 | "The Crying Light" in de Nederlandse Album Top 100 - binnen: 24-01-2009 | "The Crying Light" in de Nederlandse Album Top 100 - binnen: 24-01-2009 | "The Crying Light" in de Nederlandse Album Top 100 - binnen: 24-01-2009 | "The Crying Light" in de Nederlandse Album Top 100 - binnen: 24-01-2009 | "The Crying Light" in de Nederlandse Album Top 100 - binnen: 24-01-2009 | "The Crying Light" in de Nederlandse Album Top 100 - binnen: 24-01-2009 | "The Crying Light" in de Nederlandse Album Top 100 - binnen: 24-01-2009 | "The Crying Light" in de Nederlandse Album Top 100 - binnen: 24-01-2009 | "The Crying Light" in de Nederlandse Album Top 100 - binnen: 24-01-2009 | "The Crying Light" in de Nederlandse Album Top 100 - binnen: 24-01-2009 | "The Crying Light" in de Nederlandse Album Top 100 - binnen: 24-01-2009 | "The Crying Light" in de Nederlandse Album Top 100 - binnen: 24-01-2009 | "The Crying Light" in de Nederlandse Album Top 100 - binnen: 24-01-2009 | "The Crying Light" in de Nederlandse Album Top 100 - binnen: 24-01-2009 | "The Crying Light" in de Nederlandse Album Top 100 - binnen: 24-01-2009 | "The Crying Light" in de Nederlandse Album Top 100 - binnen: 24-01-2009 | "The Crying Light" in de Nederlandse Album Top 100 - binnen: 24-01-2009 | "The Crying Light" in de Nederlandse Album Top 100 - binnen: 24-01-2009 | "The Crying Light" in de Nederlandse Album Top 100 - binnen: 24-01-2009 | "The Crying Light" in de Nederlandse Album Top 100 - binnen: 24-01-2009 | "The Crying Light" in de Nederlandse Album Top 100 - binnen: 24-01-2009 | "The Crying Light" in de Nederlandse Album Top 100 - binnen: 24-01-2009 | "The Crying Light" in de Nederlandse Album Top 100 - binnen: 24-01-2009 | "The Crying Light" in de Nederlandse Album Top 100 - binnen: 24-01-2009 | "The Crying Light" in de Nederlandse Album Top 100 - binnen: 24-01-2009 | "The Crying Light" in de Nederlandse Album Top 100 - binnen: 24-01-2009 | "The Crying Light" in de Nederlandse Album Top 100 - binnen: 24-01-2009 | "The Crying Light" in de Nederlandse Album Top 100 - binnen: 24-01-2009 | "The Crying Light" in de Nederlandse Album Top 100 - binnen: 24-01-2009 | "The Crying Light" in de Nederlandse Album Top 100 - binnen: 24-01-2009 | "The Crying Light" in de Nederlandse Album Top 100 - binnen: 24-01-2009 |
| Week                                                                    | 01                                                                      | 02                                                                      | 03                                                                      | 04                                                                      | 05                                                                      | 06                                                                      | 07                                                                      | 08                                                                      | 09                                                                      | 10                                                                      | 11                                                                      |                                                                         | 12                                                                      | 13                                                                      | 14                                                                      |                                                                         | 15                                                                      |                                                                         | 16                                                                      | 17                                                                      | 18                                                                      | 19                                                                      |                                                                         | 20                                                                      | 21                                                                      |                                                                         | 22                                                                      | 23                                                                      | 24                                                                      | 25                                                                      | 26                                                                      | 27                                                                      |                                                                         |
| ----------------------------------------------------------------------- | ----------------------------------------------------------------------- | ----------------------------------------------------------------------- | ----------------------------------------------------------------------- | ----------------------------------------------------------------------- | ----------------------------------------------------------------------- | ----------------------------------------------------------------------- | ----------------------------------------------------------------------- | ----------------------------------------------------------------------- | ----------------------------------------------------------------------- | ----------------------------------------------------------------------- | ----------------------------------------------------------------------- | ----------------------------------------------------------------------- | ----------------------------------------------------------------------- | ----------------------------------------------------------------------- | ----------------------------------------------------------------------- | ----------------------------------------------------------------------- | ----------------------------------------------------------------------- | ----------------------------------------------------------------------- | ----------------------------------------------------------------------- | ----------------------------------------------------------------------- | ----------------------------------------------------------------------- | ----------------------------------------------------------------------- | ----------------------------------------------------------------------- | ----------------------------------------------------------------------- | ----------------------------------------------------------------------- | ----------------------------------------------------------------------- | ----------------------------------------------------------------------- | ----------------------------------------------------------------------- | ----------------------------------------------------------------------- | ----------------------------------------------------------------------- | ----------------------------------------------------------------------- | ----------------------------------------------------------------------- | ----------------------------------------------------------------------- |
| Nummer                                                                  | 4                                                                       | 9                                                                       | 16                                                                      | 31                                                                      | 36                                                                      | 41                                                                      | 50                                                                      | 60                                                                      | 64                                                                      | 78                                                                      | 98                                                                      | uit                                                                     | 57                                                                      | 60                                                                      | 98                                                                      | uit                                                                     | 77                                                                      | uit                                                                     | 46                                                                      | 37                                                                      | 63                                                                      | 85                                                                      | uit                                                                     | 99                                                                      | 93                                                                      | uit                                                                     | 24                                                                      | 28                                                                      | 40                                                                      | 46                                                                      | 83                                                                      | 97                                                                      | uit                                                                     |